# Busca antecipada de instruções
A busca antecipada de instruções é uma técnica utilizada nos microprocessadores modernos de forma a acelerar a execução de um programa através da redução do tempo de espera do processador por instruções provindas da memória principal.
O processador é muito mais rápido do que a memória principal, também conhecida como memória RAM. Isso significa que o processador consegue consumir instruções numa velocidade maior do que a memória principal consegue entregá-las. Isso introduz um problema de longa espera por parte do processador por instruções a serem processadas.
Para evitar que essas esperas sejam longas, fabricantes de processadores introduziram a tecnologia de busca antecipada de instruções na qual instruções são pré-carregadas da memória principal na memória local cache do processador que é mais rápida na entrega de instruções.
Essa busca antecipada precisa ser bem elaborada, pois se o processador estiver processando uma instrução condicional como por exemplo if, as instruções corretas a serem carregadas são as que levam ao caminho tomado pela resultante da expressão condicional. Para evitar que instruções erradas sejam pré-carregadas, outra tecnologia foi também introduzida nos processadores, essa tecnologia chama-se branch prediction ou predição de condicional.